# Liste der griechischen Töpfer und Vasenmaler/N

## Namentlich bekannte Künstler
| Name        | Wikidata   | Profession  | Herkunft | Stil           | Zeit          | Bemerkung | Beispiel |
| ----------- | ---------- | ----------- | -------- | -------------- | ------------- | --- | -------- |
| Neandros    |            | Töpfer      | Attika   | SF             | Mitte 6. Jh.  | Kleinmeister; nach Neandros wurde der Neandros-Maler benannt |          |
| Nearchos    | (Q330410)  | Töpfermaler | Attika   | SF             | 570/55        | |          |
| Nikesermos  |            | Töpfer      | Ionien   | SF             | spätes 7. Jh. | |          |
| Nikias      | (Q1531891) | Töpfer      | Attika   | SF             | um 560/50     | |          |
| Nikias      | (Q1561738) | Töpfer      | Attika   | RF             | um 420/400    | nach Nikias wurde der Nikias-Maler benannt |          |
| Nikodemos   |            | Töpfer      | Attika   | SF             | um 360        | |          |
| Nikosthenes |            | Töpfer      | Attika   | SF/RF/WG/SI/KR | 545/10        | wohl bedeutendster Töpfer der zweiten Hälfte des 6. Jh. und Initiator der Nikosthenes-Pamphaios-Werkstatt, Erfinder diverser Vasenformen wie der Nikosthenische Amphore, die Vasenmaler Nikosthenes-Maler, Maler N und BMN-Maler sind nach ihm benannt |          |

## Nicht namentlich bekannte Künstler (Notnamen)
| Name                                | Wikidata                 | Profession               | Herkunft                 | Stil                     | Zeit                     | Bemerkung | Beispiel                 |
| ----------------------------------- | ------------------------ | ------------------------ | ------------------------ | ------------------------ | ------------------------ | --- | ------------------------ |
| Maler N                             |                          | Vasenmaler               | Attika                   | SF                       | 2/4 6. Jh.               | auch N-Maler, benannt nach dem Töpfer Nikosthenes, möglicherweise mit ihm identisch |                          |
| Maler N                             |                          | Vasenmaler               | Attika                   | SF                       | 550/540                  | gehört zur Thiasos-Gruppe |                          |
| Maler N                             |                          | Vasenmaler               | Attika                   | SF                       | 550/540                  | gehört zur Overlap-Gruppe |                          |
| Naukratis-Maler                     |                          | Vasenmaler               | Lakonien                 | SF                       | 575/50                   | einer der fünf lakonischen Meister |                          |
| Nausikaa-Maler                      |                          | Vasenmaler               | Attika                   | RF                       | 460/50                   | Manierist, einer der Namensgeber der Nausikaa-Hephaistos-Gruppe |                          |
| Nazzano-Maler                       |                          | Vasenmaler               | Etrurien                 | RF                       | Mitte 4. Jh.             | |                          |
| Neandros-Maler                      |                          | Vasenmaler               | Attika                   | SF                       |                          | Kleinmeister |                          |
| Neapel-Maler                        |                          | Vasenmaler               | Attika                   | RF                       | 450–420                  | auch Neapler Maler |                          |
| Maler von Neapel 132                |                          | Vasenmaler               | Attika                   | RF                       |                          | |                          |
| Maler von Neapel 692                |                          | Vasenmaler               | Kampanien                | RF                       | Ende 4. Jh.              | |                          |
| Maler von Neapel 855                |                          | Vasenmaler               | Kampanien                | RF                       | 4. Jh.                   | gehört zur Fleckfelsen-Gruppe |                          |
| Maler von Neapel 1763               |                          | Vasenmaler               | Apulien                  | RF                       | 365–350                  | |                          |
| Maler von Neapel 1778               |                          | Vasenmaler               | Paestum                  | RF                       | 350–300                  | |                          |
| Maler von Neapel 1789               |                          | Vasenmaler               | Kampanien (Cumae)        | RF                       | 320–280                  | |                          |
| Maler von Neapel 1959               |                          | Vasenmaler               | Lukanien                 | RF                       | 350–300                  | |                          |
| Maler von Neapel 2074               |                          | Vasenmaler               | Sizilien/Kampanien       | RF                       | 400–370                  | |                          |
| Maler von Neapel 2178               |                          | Vasenmaler               | Kampanien                | RF                       | 330–300                  | gehört zur Ixion-Gruppe |                          |
| Maler von Neapel 2307               |                          | Vasenmaler               | Apulien                  | RF                       | 365–355                  | |                          |
| Maler von Neapel 2585               |                          | Vasenmaler               | Paestum                  | RF                       | 350–300                  | |                          |
| Maler von Neapel 2632               |                          | Vasenmaler               | Attika                   | RF                       | 450–420                  | |                          |
| Maler von Neapel 2865               |                          | Vasenmaler               | Apulien                  | RF                       | 380–355                  | |                          |
| Maler von Neapel 3112               |                          | Vasenmaler               | Attika                   | RF                       | 450–440                  | |                          |
| Maler von Neapel 3136               |                          | Vasenmaler               | Attika                   | RF                       | 480–450                  | |                          |
| Maler von Neapel 3245               |                          | Vasenmaler               | Attika                   | RF                       | Ende 5. Jh.              | |                          |
| Maler von Neapel 14668              |                          | Vasenmaler               | Attika                   | RF                       |                          | |                          |
| Maler von Neapel 80253              |                          | Vasenmaler               | Korinth                  | SF                       | 625–600                  | |                          |
| Maler von Neapel 86299              |                          | Vasenmaler               | Attika                   | RF                       | 4. Jh.                   | |                          |
| Maler von Neapel 128012             |                          | Vasenmaler               | Kampanien                | RF                       | 350–325                  | |                          |
| Maler von Neapel 146681             |                          | Vasenmaler               | Attika                   | RF                       | 4. Jh.                   | |                          |
| Maler von Neapel 146751             |                          | Vasenmaler               | Kampanien                | RF                       | 4. Jh.                   | gehört zur Capua-Silen-Gruppe |                          |
| Maler von Neapel 171205             |                          | Vasenmaler               | Kampanien                | RF                       | 360–330                  | |                          |
| Maler von Neapel G 456              |                          | Vasenmaler               | Attika                   | RF                       | 480–450                  | |                          |
| Maler von Neapel RC 17              |                          | Vasenmaler               | Kampanien (Capua)        | RF                       | um 320                   | |                          |
| Maler von Neapel RC 132             |                          | Vasenmaler               | Attika                   | RF                       |                          | |                          |
| Maler der Neapel Phiale             |                          | Vasenmaler               | Korinth                  | SF                       |                          | |                          |
| Maler von Neapel Santangelo 371     |                          | Vasenmaler               | Apulien                  |                          |                          | |                          |
| Neapler Maler                       | siehe unter Neapel-Maler | siehe unter Neapel-Maler | siehe unter Neapel-Maler | siehe unter Neapel-Maler | siehe unter Neapel-Maler | siehe unter Neapel-Maler | siehe unter Neapel-Maler |
| Maler der Neapler Hydrien           |                          | Vasenmaler               | Kampanien                | RF                       |                          | |                          |
| Maler der Neapler Hydriskai         |                          | Vasenmaler               | Attika                   | RF                       | 450–420                  | |                          |
| Maler der Neapler Phiale            |                          | Vasenmaler               | Korinth                  | RF                       | 600–575                  | |                          |
| Maler der Neger-Alabstra            |                          | Vasenmaler               | Attika                   | RF                       |                          | Teil der Gruppe der Neger-Alerbastra |                          |
| Nekyia-Maler                        |                          | Vasenmaler               | Attika                   | RF                       |                          | |                          |
| Nessos-Maler                        |                          | Vasenmaler               | Attika                   | SF                       | 620/600                  | auch Nettos-Maler, Chimaira-Maler, Chimaera-Maler, Chimavera-Maler oder Chimaira und Nettos-Maler, erster attischer Vasenmaler, der ein eigenes Profil im schwarzfigurigen Stil erlangte |                          |
| Nettos-Maler                        | siehe unter Nessos-Maler | siehe unter Nessos-Maler | siehe unter Nessos-Maler | siehe unter Nessos-Maler | siehe unter Nessos-Maler | siehe unter Nessos-Maler | siehe unter Nessos-Maler |
| Maler von New York 06.1021.159      |                          | Vasenmaler               | Attika                   | SF                       |                          | |                          |
| Maler von New York 07               |                          | Vasenmaler               | Attika                   | SF                       |                          | |                          |
| Maler von New York 17.120.240       |                          | Vasenmaler               | Apulien                  | RF                       | 325-300                  | namensgebendes Mitglied der Gruppe von New York 17.120.240 |                          |
| Maler von New York 21.131           |                          | Vasenmaler               | Attika                   | RF/WG                    | 330/20                   | namensgebend für die Gruppe von New York 21.131 |                          |
| Maler von New York 22.139.22        |                          | Vasenmaler               | Attika                   | SF                       | 580/75                   | |                          |
| Maler von New York 23.160.41        |                          | Vasenmaler               | Attika                   | RF/WG                    |                          | |                          |
| Maler von New York 30.125.26        |                          | Vasenmaler               | Korinth                  | SF                       | 620–590                  | |                          |
| Maler von New York GR 576           |                          | Vasenmaler               | Attika                   | RF                       |                          | |                          |
| Maler von New York GR 1000          |                          | Vasenmaler               | Kampanien                | RF                       | 340/30                   | gehört der CA-Gruppe an, auch Maler von New York Gr 1000 und Maler New York GR 1000 |                          |
| New York Nessos-Maler               |                          | Vasenmaler               | Attika                   | PA                       | Mitte 7. Jh.             | |                          |
| Maler der New Yorker Hypnos         |                          | Vasenmaler               | Attika                   | RF/WG                    | 435–420                  | |                          |
| Maler der New Yorker Kentauromachie |                          | Vasenmaler               | Attika                   | RF                       |                          | |                          |
| Maler der New Yorker Komasten       |                          | Vasenmaler               | Korinth                  | SF                       | 4/4 7. Jh.               | englisch New York Comast Painter |                          |
| Newark-Maler                        |                          | Vasenmaler               | Attika                   | RF                       |                          | |                          |
| Maler von Newark 50.320             |                          | Vasenmaler               | Apulien                  | RF                       |                          | |                          |
| Nicholson-Maler                     |                          | Vasenmaler               | Kampanien                | RF                       |                          | |                          |
| Nikias-Maler                        | (Q377707)                | Vasenmaler               | Attika                   | RF                       | 420/400                  | benannt nach dem Töpfer Nikias |                          |
| Nikias-Töpfer                       | Töpfer                   | Attika                   | RF                       | 2/4 5. Jh.               |                          | |                          |
| Nikon-Maler                         |                          | Vasenmaler               | Attika                   | RF                       | 470/50                   | |                          |
| Maler von Nikosia C 975             |                          | Vasenmaler               | Attika                   | SF                       | 4/4 6. Jh.               | auch Maler der Schale Nikosia C 975 |                          |
| Maler der Nikosia-Olpe              |                          | Vasenmaler               | Attika                   | SF                       | spätes 6. Jh.            | auch Maler der Nikosia Olpe oder Maler der Olpe von Nikosia |                          |
| Nikosthenes-Maler                   |                          | Vasenmaler               | Attika                   | RF                       | Ende 6. Jh.              | |                          |
| Nikoxenos-Maler                     |                          | Vasenmaler               | Attika                   | SF/RF                    | Ende 6. Jh.              | |                          |
| Nîmes-Maler                         |                          | Vasenmaler               | Apulien                  | RF                       | 350-330                  | auch Nimes-Maler |                          |
| Nîmes-Maler                         |                          | Vasenmaler               | Korinth                  | SF                       | 625-600                  | auch Nimes-Maler |                          |
| Niobiden-Maler                      |                          | Vasenmaler               | Attika                   | RF                       | 2/4 5. Jh.               | Hauptmaler und Namensgeber für die Niobiden-Gruppe |                          |
| Nonnen-Maler                        |                          | Vasenmaler               | Etrurien                 | RF                       | 1/2 3. Jh.               | |                          |
| Nostell-Maler                       |                          | Vasenmaler               | Attika                   | RF                       | Anfang 4. Jh.            | |                          |
| Maler von Nordabhang R 159          |                          | Vasenmaler               | Attika                   | SF                       |                          | englisch Painter of North Slope R 159 |                          |
| Nostell-Maler                       |                          | Vasenmaler               | Attika                   | RF                       |                          | |                          |
| Maler von Ny Carlsberg H 153        |                          | Vasenmaler               | Etrurien                 | RF                       |                          | |                          |
| NYN-Maler                           |                          | Vasenmaler               | Kampanien                | RF                       | 340-320                  | |                          |

## Gruppen
| Name                               | Wikidata                               | Profession                             | Herkunft                               | Stil                                   | Zeit                                   | Bemerkung | Beispiel                               |
| ---------------------------------- | -------------------------------------- | -------------------------------------- | -------------------------------------- | -------------------------------------- | -------------------------------------- | --- | -------------------------------------- |
| Gruppe N                           | siehe unter Klasse N                   | siehe unter Klasse N                   | siehe unter Klasse N                   | siehe unter Klasse N                   | siehe unter Klasse N                   | siehe unter Klasse N | siehe unter Klasse N                   |
| N.H.-Gruppe                        | siehe unter Nausikaa-Hephaistos-Gruppe | siehe unter Nausikaa-Hephaistos-Gruppe | siehe unter Nausikaa-Hephaistos-Gruppe | siehe unter Nausikaa-Hephaistos-Gruppe | siehe unter Nausikaa-Hephaistos-Gruppe | siehe unter Nausikaa-Hephaistos-Gruppe | siehe unter Nausikaa-Hephaistos-Gruppe |
| Nausikaa-Hephaistos-Gruppe         |                                        | Vasenmaler                             | Attika                                 | RF                                     | 480-420                                | auch N.H.-Gruppe und NH-Gruppe, englisch Nausicaa and Hephaistos Painters' Group; sieben identifizierte Malerhände umfassende Gruppe mittlerer Manieristen, benannt nach den Hauptvertretern Nausikaa-Maler und Hephaistos-Maler, zudem gehören der Duomo-Maler, Orestes-Maler, Maler von London E 488, Maler von Oxford 529 und Maler von Tarquinia 707 zur Gruppe |                                        |
| Gruppe von Neapel 252              |                                        | Vasenmaler                             | Attika                                 | RF                                     | 440/30                                 | |                                        |
| Gruppe von Neapel 2246             |                                        | Vasenmaler                             | Attika                                 | RF                                     |                                        | |                                        |
| Gruppe von Neapel 2473             |                                        | Vasenmaler                             | Attika                                 | SF                                     |                                        | |                                        |
| Gruppe von Neapel 3227             |                                        | Vasenmaler                             | Kampanien                              | RF                                     | 360-320                                | |                                        |
| Gruppe von Neapel 3067             |                                        | Vasenmaler                             | Attika                                 | RF                                     |                                        | |                                        |
| Gruppe von Neapel 3169             |                                        | Vasenmaler                             | Attika                                 | RF                                     |                                        | |                                        |
| Gruppe von Neapel 3208             |                                        | Vasenmaler                             | Attika                                 | RF                                     |                                        | |                                        |
| Gruppe von Neapel 3235             |                                        | Vasenmaler                             | Attika                                 | RF                                     |                                        | |                                        |
| Gruppe von Neapel STG 64           | siehe unter Klasse von Neapel STG 64   | siehe unter Klasse von Neapel STG 64   | siehe unter Klasse von Neapel STG 64   | siehe unter Klasse von Neapel STG 64   | siehe unter Klasse von Neapel STG 64   | siehe unter Klasse von Neapel STG 64 | siehe unter Klasse von Neapel STG 64   |
| Gruppe von Neapel STG 252          |                                        | Vasenmaler                             | Attika                                 | RF                                     | 450-420                                | auch Gruppe von Neapel Stg. 252 |                                        |
| Neapeler Harfengruppe              |                                        | Vasenmaler                             | Apulien                                | GN                                     | Mitte 4. Jh.                           | englisch Naples Harp Group |                                        |
| Gruppe der Neapler Psykter-Amphora |                                        | Vasenmaler                             | Attika                                 | SF                                     | 545–530                                | englisch Group of the Naples Psykter-Amphora |                                        |
| Gruppe der Neger-Alabastra         |                                        | Vasenmaler                             | Attika                                 | RF                                     | 1/3 5. Jh.                             | auch Gruppe der Negro-Alabastra oder nur Negro Alabastra; zur Gruppe gehört der Maler der Neger-Alabastra |                                        |
| Negro-Gruppe                       |                                        | Vasenmaler                             | Apulien                                | RF                                     | 340-315                                | Vasenmaler der Klasse plastischer Vasen |                                        |
| Gruppe der Negro-Alabastra         | siehe unter Gruppe der Neger-Alabastra | siehe unter Gruppe der Neger-Alabastra | siehe unter Gruppe der Neger-Alabastra | siehe unter Gruppe der Neger-Alabastra | siehe unter Gruppe der Neger-Alabastra | siehe unter Gruppe der Neger-Alabastra | siehe unter Gruppe der Neger-Alabastra |
| New-York-Gruppe                    |                                        | Vasenmaler                             | Rhodos                                 | FI                                     | um 530                                 | |                                        |
| Gruppe von New York 17.120.240     |                                        | Vasenmaler                             | Apulien                                | RF                                     | 325-300                                | namensgebendes Mitglied war der Maler von New York 17.120.240 |                                        |
| Gruppe von New York 21.131         |                                        | Vasenmaler                             | Attika                                 | RF/WG                                  | 330/20                                 | benannt nach dem Maler von New York 21.131 |                                        |
| Gruppe von New York 28.57.10       |                                        | Vasenmaler                             | Apulien                                | RF                                     | 320/10                                 | |                                        |
| Gruppe von New York 128100         |                                        | Vasenmaler                             |                                        |                                        |                                        | |                                        |
| New-York-Athener Pferdekopf-Gruppe |                                        | Vasenmaler                             | Attika                                 | SF                                     |                                        | |                                        |
| Nicholson-Gruppe                   |                                        | Vasenmaler                             | Apulien                                | RF                                     | Ende 4. Jh.                            | Unterteilt in mehrere Unterstile, beispielsweise Nicholson-Gruppe III |                                        |
| Nikesippos-Gruppe                  |                                        | Vasenmaler                             | Attika                                 | SF                                     |                                        | |                                        |
| Umkreis des Nikosthenes-Malers     |                                        | Vasenmaler                             | Attika                                 | RF                                     | Ende 6. Jh.                            | Vasen um den Nikosthenes-Maler; gehört zum Coarser Wing I |                                        |
| Niobiden-Gruppe                    |                                        | Vasenmaler                             | Attika                                 | RF                                     | 2/4 5. Jh.                             | benannt nach dem Niobiden-Maler, weitere Mitglieder sind der Altamura-Maler, der Blenheim-Maler, der Maler von Bologna 279, der Maler der zotteligen Silene der Genfer Maler, der Maler von Lonfon E 470 |                                        |
| Nisyros-Gruppe                     |                                        | Vasenmaler                             | Ionien                                 | OR                                     |                                        | |                                        |
| Nordabhang-Gruppe                  |                                        | Vasenmaler                             | Attika                                 | SF                                     |                                        | englisch North Slope Group |                                        |
| Gruppe von Nordabhang AP 942       |                                        | Vasenmaler                             | Attika                                 | SF                                     |                                        | |                                        |
| Northampton-Gruppe                 |                                        | Vasenmaler                             | Ostgriechenland oder Etrurien          | SF                                     | um 540                                 | |                                        |

## Klassen
| Name                           | Wikidata | Profession | Herkunft | Stil  | Zeit       | Bemerkung | Beispiel |
| ------------------------------ | -------- | ---------- | -------- | ----- | ---------- | --- | -------- |
| Klasse N                       |          | Töpfer     | Attika   | RF/PL | 1/4 5. Jh. | auch Gruppe N, Töpfer plastischer Gefäße |          |
| Klasse von Neapel 2618         |          | Töpfer     | Attika   | RF    |            | |          |
| Klasse von Neapel 96.9.9       |          | Töpfer     | Attika   | SF    |            | Töpfer von Halsamphoren |          |
| Klasse von Neapel STG 64       |          | Töpfer     | Attika   | RF/PL |            | englisch Class S bis: The Class of Naples Stg. 64; auch Klasse von Neapel Stg. 64, Klasse S bis und Klasse S bis: Klasse von Neapel Stg. 64 sowie fälschlich Gruppe von Neapel STG 64; Töpfer von Kopfgefäßen |          |
| Negrojungen-Gruppe             |          | Töpfer     | Etrurien | RF    | 4. Jh.     | Klasse von Kopfvasen in der Form von Schwarzafrikanern |          |
| Klasse NKA mit Schulterbildern |          | Töpfer     | Attika   | SF    |            | Töpfer von Halsamphoren |          |

## Werkstätten
| Name                            | Wikidata | Profession  | Herkunft | Stil  | Zeit   | Bemerkung | Beispiel |
| ------------------------------- | -------- | ----------- | -------- | ----- | ------ | --- | -------- |
| Nikosthenes-Pamphaios-Werkstatt |          | Töpfermaler | Attika   | SF/RF | 545/10 | Werkstatt der Töpfer Nikosthenes und Pamphaios, mit den Vasenmalern Maler N, BMN-Maler und dem Coarser Wing I mit dem Nikosthenes-Maler und dem Umkreis des Nikosthenes-Malers |          |